# Ramon Maria Rosell i Candàliga
Ramon Maria Rosell i Candàliga   (Puig-reig, 16 de juny de 1963) és un músic de Puig-reig, implicat en diverses entitats culturals i mitjans de comunicació.

## Biografia i formació
Va rebre les primeres nocions de llenguatge musical de mans de Josep Pons, que en aquella època era un jove acabat de sortir de l'Escolania de Montserrat. Va estudiar al Conservatori de Música de Manresa i després al Conservatori Superior de Música de Terrassa, on va cursar piano, harmonia i contrabaix.
Les formacions musicals on ha participat comencen amb la Coral Infantil Cors Alegres, des dels 8 anys, on es va iniciar a tocar el baix, la Societat Coral la Unió, la Polifònica de Puig-reig. D'altra banda, en l'àmbit de la música de ball, va començar amb el Grup Estel, l'Orquestra Atanaga, el Duet Fermí i Raimon, i des del 1989 amb l'Orquestra Rosaleda, en la qual a més de tocar el contrabaix també feia de presentador en els concerts. En l’actualitat fa actuacions com a músic solista amb el nom artístic de Raimon, Orquestrina Calidae, Cobla Principal de Berga.
Va ser un dels fundadors de l'emissora municipal Ràdio Puig-reig FM, el 1981, al costat de Josep Genescà, Jaume Serra i Bartomeu Segura, on encara està al capdavant de dos programes matinals de cap de setmana: Les sardanes a Ràdio Puig-reig, i Bon dia Catalunya.